# 중앙인민정부 주홍콩연락판공실

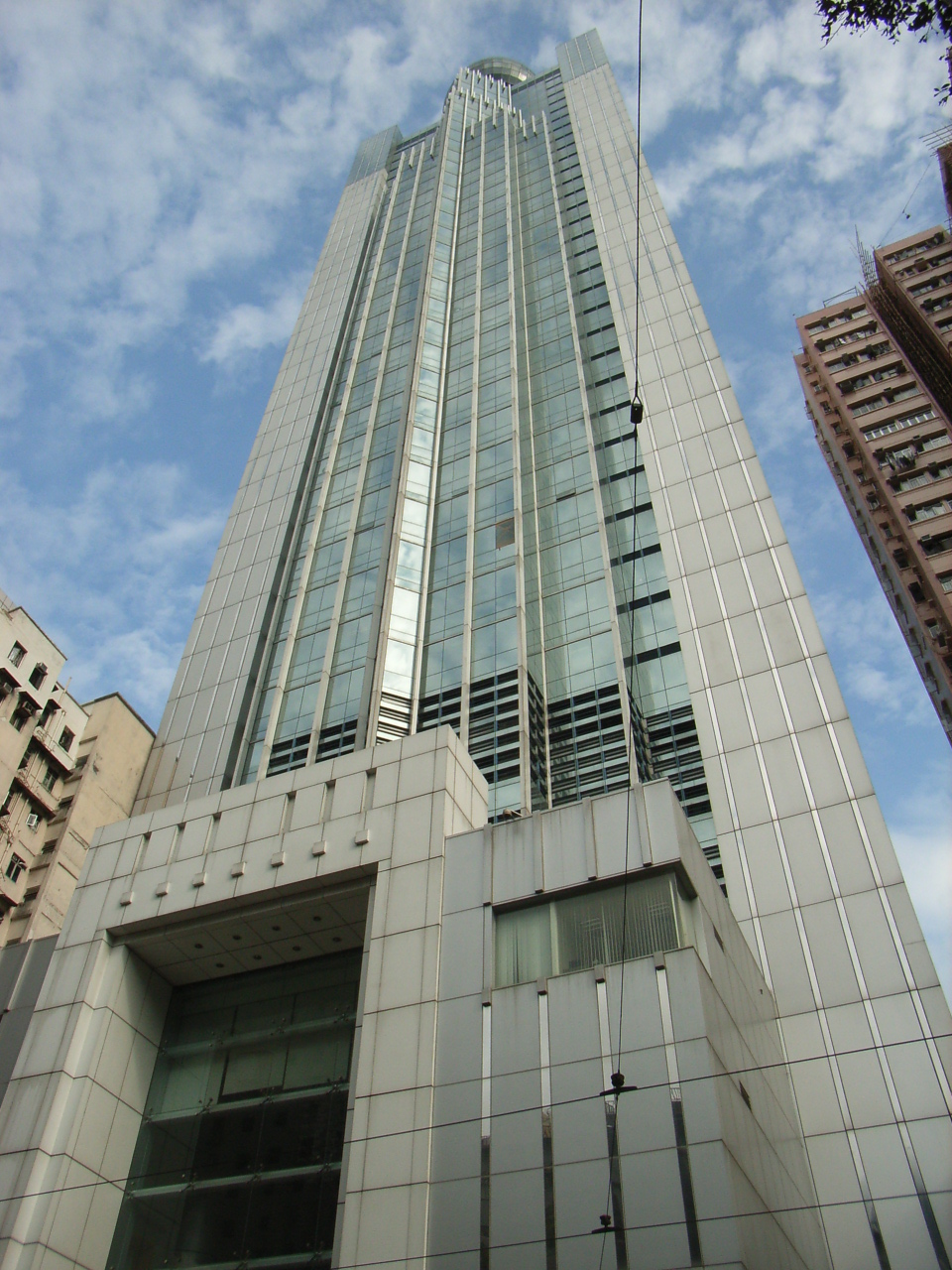

중앙인민정부 주홍콩연락판공실(中央人民政府駐香港聯絡辦公室)은 중화인민공화국 중국공산당이 홍콩에 세운 기관중에서 제일 높은 기관이다. 중국 국무원에 속해 있고, 약칭은 중련판(中聯辦)이다. 1947년에 정식 설립되었다.
주로 하는 일은 홍콩 특별행정구 정부와 인민해방군 주홍콩부대에 관련된 사무를 중화인민공화국의 홍콩 관련 정책인 일국양제의 방침에 따라 처리하고 있다. 중련판은 홍콩 이외의 지역인 선전, 광저우, 베이징에도 사무실을 두어 업무를 처리하고 있다. 중국 대륙에 있는 사무실들은 홍콩으로 공부하러 가는 유학생 선발등의 업무를 맡고 있다.

## 조직 현황
- 판공청
- 연구부
- 인사부
- 선전문체부
- 협조부
- 사단연락부
- 청년공작부
- 경제부
- 사회공작부
- 교육과학부
- 대만사무부
- 행정재무부
- 관찰실
- 신식자순실
- 보안부
- 항도공작부
- 구룡공작부
- 신계공작부

## 같이 보기
- 주베이징 홍콩 특별행정구 정부 판사처
- 일국양제